# 高山三尖杉
高山三尖杉（学名：Cephalotaxus fortunei var. alpina）为三尖杉科三尖杉属的变种。分布于中国大陆的云南、四川、甘肃等地，生长于海拔2,300米至3,700米的地区，目前尚未由人工引种栽培。

## 别名
密油果（云南维西）